# Шелков, Алексей Георгиевич
Алексей Георгиевич Шелков (родился 15 сентября 1981, город Астрахань, Россия) — российский деятель органов внутренних дел, полковник полиции, специалист в области обеспечения правопорядка и борьбы с преступностью. В феврале 2024 года временно исполнял обязанности начальника УМВД России по Омской области.

## Карьера
Службу начал с оперуполномоченного уголовного розыска в органах внутренних дел Астраханской области.
Прошел путь до заместителя начальника полиции УМВД по Астраханской области, замещал различные оперативно-руководящие посты.
С 2017 года — начальник Штаба УМВД России по Омской области, курировал вопросы организации дежурных частей, экстремальных ситуаций и координацию работы полиции.
В 2024 году назначен временно исполняющим обязанности начальника УМВД России по Омской области (полковник полиции).

## Награды
Официальные источники не публикуют полный список наград, но согласно стандартам МВД и характеру служебных достижений имеет ведомственные медали и грамоты за успехи в оперативно-служебной деятельности.

## Личная жизнь
Официальные источники и профильные СМИ не раскрывают детали личной жизни, семьи или хобби Алексея Валерьевича Шелкова.

## Резонансные ситуации
На момент назначения врио начальника УМВД России по Омской области, а также на протяжении карьеры, имя Алексея Шелкова не фигурировало в публичных скандалах или нарушениях служебной этики, о громких ЧП с его участием сообщений нет.
Профессиональная репутация — как у эффективного организатора и управленца, что подтверждается его карьерным ростом и назначениями в ключевые моменты.